# Ochthebius biincisus
Ochthebius biincisus är en skalbaggsart som beskrevs av Perkins 1980. Ochthebius biincisus ingår i släktet Ochthebius och familjen vattenbrynsbaggar. Inga underarter finns listade i Catalogue of Life.